# Исторический центр Мехико
Исторический центр Мехико (исп. Centro Histórico de la Ciudad de México), также известный как Центр (исп. Centro) или Исторический центр (исп. Centro Histórico), — центральный район города Мехико, столицы Мексики. Его же центром служит Сокало (или площадь Конституции), отсюда территория исторического центра Мехико простирается во всех направлениях на несколько кварталов, причём его самый дальний участок находится к западу от парка Аламеда. Сокало — самая большая площадь в Латинской Америке, она может вместить до почти 100 000 человек.
Эта часть столицы относится к муниципальному району Куаутемок, занимая чуть более 9 км² и 668 кварталов. Он включает 9000 зданий, из которых 1550 были объявлены имеющими историческое значение. Большинство этих исторических зданий были построены в период между XVI и XX веками. Исторический центр разделён на две зоны в целях сохранения наследия. Зона A охватывает доиспанский город и территорию его расширения со времён вице-королевства до обретения независимости. Зона B охватывает территории всех остальных построек, появившихся до конца XIX века, которые считаются необходимыми для сохранения архитектурного и культурного наследия исторического центра Мехико.
Именно здесь испанцы начали строить то, что сейчас является современным Мехико, в XVI веке на руинах завоёванного ими Теночтитлана, столицы Ацтекской империи. В качестве центра древней империи ацтеков и испанского вице-королевства Новая Испания исторический центр Мехико включает большинство достопримечательностей города обеих эпох, а также большое количество музеев. Благодаря этому он стал объектом Всемирного наследия ЮНЕСКО.

## История
Территория нынешнего исторического центра Мехико примерно соответствует территории древнего ацтекского города Теночтитлана, основанного около 1325 года. В доиспанскую эпоху город развивался в плановом порядке: с улицами и каналами, выровненными по сторонам света, что привело к появлению упорядоченных квадратных кварталов. Остров, на котором был основан город, был разделён на четыре кальпуллиса или района, которые разделялись главными дорогами с севера на юг, ведущей в Тепеяк и Истапалапу соответственно, и с запада на восток, ведущей в Такубу и к дамбе на озере соответственно. Районы носили названия Теопан, Мойотлан, Куэпопан и Астакалько, которые имели и своё деление и «текпан» или окружной совет. Пересечение этих дорог было центром города и мира ацтеков. Здесь располагались Гдавный храм, дворцы тлатоани или императоров, дворцы знати, такие как «Дом демонов» и «Дом цветов». Здесь же располагались две наиболее известные школы ацтеков: Тельпучкалли для светских занятий и Кальмекак для обучения священнослужителей. В период прихода испанцев в городе были акведуки, построенные Монтесумой I и Ауисотлем, а также большая дамба, возведённая к востоку от города.
После испанского завоевания это устройство города осталось преимущественно нетронутым, во многом благодаря усилиям Алонсо Гарсия Браво, который контролировал большую часть работ по перестраиванию города. В ходе этой реконструкции были сохранены многие из главных дорог Теночтитлана, таких как Тенаюка, переименованная в Вальехо; Тлакопан — в Мехико Такуба, а также Тепеяк, ныне известный как Кальсада-де-лос-Мистериос. Также остались основные районы города, к их названиям были добавлены христианские префиксы: Сан-Хуан-Мойотла, Санта-Мария-Тлакечиуакан, Сан-Себастьян-Ацакуалько и Сан-Педро-Теопан. Фактически, большая часть исторического центра Мехико возведена из руин разрушенного города ацтеков. так, Резиденция архиепископа была возведена на основании разрушенного храма Тескатлипоки.
Значительное количество испанцев накопили огромные богатства в Мехико, в основном за счёт добычи полезных ископаемых и торговли в XVII и XVIII веках. Это богатство нашло своё отражение в различных особняках, разбросанных в центре города, таких как Дворец Итурбиде и Каса-де-лос-Асулехос («дом плитки»). Некоторые здания со временем разрушились или были снесены, однако некоторые из них позже восстановили, как Дом Борда. В этом районе находятся не только местные исторические памятники, но и Дом первой типографии в Америке.
В начале XX века из-за идеологической позиции тогдашнего министра народного образования Хосе Васконселоса многие улицы к северу и западу от площади Сокало были переименованы в честь латиноамериканских стран.

## Площадь Конституции и её окрестности
Традиционно Площадь Конституции служит местом проведения красочных и популярных культурных мероприятий. К ним, например, относятся фотосессия Спенсера Туника, выставка Кочующего музея «Пепел и снег» и мероприятие по скейтбордингу/BMX, привлекшее около 50 000 молодых людей 24 августа 2008 года. Фестиваль в Мехико — ежегодное мероприятие с программами, посвящёнными искусству (популярному и высокому) и академическим искусствам. Площадь также занимает центральное место в протестах национального уровня.
Недалеко от Площади Конституции внаходятся Национальный дворец, кафедральный собор, Темпло Майор с прилегающим музеем и здание Насьоналя Монте-де-Пьедада. Национальный дворец занимает всю восточную сторону Сокало и включает в себя офисы президента Мексики, Федерального казначейства, Национального архива, а также муралы, изображающие доиспанскую жизнь и большой мурал, заполняющий центральную лестницу и изображающий всю историю мексиканской нации от завоевания империи ацтеков испанцами. Этот дворец был построен на руинах дворца Моктесумы II (работы начались в 1521 году) с использованием того же самого камня тезонтл, который использовался для строительства Дворца ацтеков. Первоначально он принадлежал семье Эрнана Кортеса, пока король Испании не приобрёл его для размещения там вице-королей Новой Испании. Он оставался таковым (несмотря на то, что был разрушен и восстановлен снова в 1692 году) до обретения Мексикой независимости. Со стороны Сокало над центральным балконом дворца висит Кампана (колокол) Долорес, в который звонит президент каждое 15 сентября, отмечая начало войны за независимость Мексики.
Кафедральный собор в Мехико, посвящённый Успению Богородицы, занимает северную оконечность Сокало. Первоначально это место было частью священного участка ацтеков (называемого Теокалли) и содержало главный цомпантли, или подставку для демонстрации черепов принесённых в жертву. Первая церковь здесь была возведена в 1524/1526—1532 годах, которая была возведена в ранг кафедрального собора 2 сентября 1530 года папой Климентом VII. Фундамент для нового собора был заложен в 1562 году, а первый камень — в 1573 году во времена архиепископа Педро Мойи де Контрераса и четвёртого вице-короля. Хотя работы ещё не были завершены, собор получил свое первое посвящение 2 февраля 1656 года. Строительство в 1813 году неоклассических пристроек, спроектированных Мануэлем Тольсой, было отмечено 15 августа 2013 года кардиналом Каррерой, который открыл и вошел через святые врата в центре фасада перед проведением понтификальной торжественной мессы в соборе.
В период с 1989 по 2000 год были проведены обширные инженерные работы по устранению повреждений и искажений, вызванных неравномерным темпом и масштабом обрушения здания, вызванного непрерывным оседанием грунта, на котором оно стоит. Это началось с осушения озера долины Мехико, начатого в 1607 году, и продолжилось сокращением уровня грунтовых вод, вызванным откачкой воды для использования быстро растущим населением столицы. Последние временные опоры, портившие вид внутренней части здания во время инженерных работ, были сняты 28 ноября 2000 года.
Темпло Майор, археологический памятник и музей, служил центром древнего теокалли, расположенного сейчас к северо-востоку от Сокало. Он был разрушен Эрнаном Кортесом в 1520-х годах, а его местоположение было забыто. Точное место было вновь определено в начале XX века, но решение о начале раскопок было принято только в 1978 году, когда рабочие-электрики случайно наткнулись на восьмитонный каменный диск с изображением ацтекской богини Койольшауки. В ходе раскопок была выявлена пирамида, построенная в несколько уровней. Это место, где, согласно легенде, ацтеки увидели знак того места, где им следует поселиться после своих долгих странствий. Этих знаком являлся орёл, сидящий на кактусе нопаль со змеёй в клюве, который и поныне служит символом Мексики.